# Jim Davidson
James Cameron Davidson OBE (Kidbrooke, 13 december 1953) is een Engelse stand-upcomedian, acteur, zanger en tv-presentator. Hij is onder andere bekend als presentator van de spelprogramma's Big Break en The Generation Game op de BBC.
Davidson is berucht om zijn controversiële vorm van zwarte humor. In zijn stand-upcomedy maakte hij grappen over verschillende minderheidsgroepen, wat hem vaak kritiek opleverde.
In 2007 werd hij verkozen tot de 73e beste stand-upcomedian in de lijst van 100 Greatest Stand-Ups van Channel 4.
Davidson won in 2014 het dertiende seizoen van de realityserie Celebrity Big Brother.